# Marek Jankulovski
Marek Jankulovski (Ostrava, 9 mei 1977) is een gewezen Tsjechisch voetballer. Zijn vader, Pando Jankulovski, is een Macedoniër die tijdens de Griekse Burgeroorlog (1946 - 1949) gevlucht is uit Egeïsch Macedonië naar Tsjechië. Zijn moeder is Tsjechische.
De linksbenige flankspeler kon zowel in de verdediging als op het middenveld uit de voeten. In het verleden kwam Jankulovski uit voor Baník Ostrava, Udinese, Napoli en AC Milan. Met het nationale elftal kwam Jankulovski uit op het Wereldkampioenschap in Duitsland. Medio 2011 beëindigde Jankulovski zijn actieve carrière op 34-jarige leeftijd vanwege blessures.
In oktober 2011 kwam hij op zijn besluit terug en tekende bij FC Baník Ostrava. Bij z'n debuutwedstrijd raakte hij wederom geblesseerd. Daarop besloot hij op 20 februari 2012 definitief te stoppen.

## Erelijst
AC Milan
- UEFA Champions League

2007
Individueel
Tsjechisch voetballer van het jaar: 2007